# Maria Amélia Neto

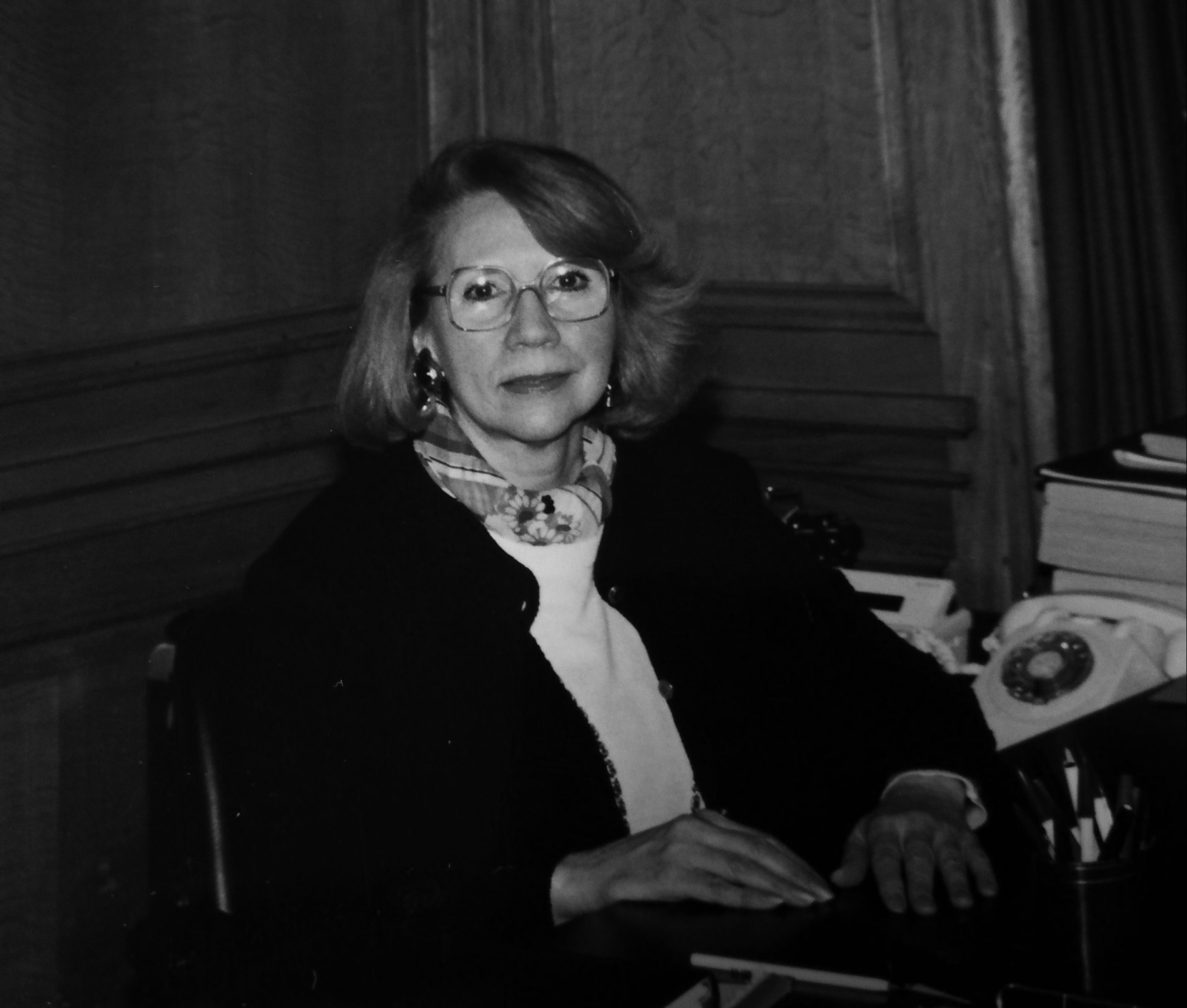
Foto da Poeta

Maria Amélia Marques Neto nasceu no Montijo a 30 de outubro de 1928 e faleceu em Lisboa em 21 de janeiro de 2016 (87 anos)), foi poetisa e tradutora.

## Vida
Trabalhou como secretária numa grande empresa (Siderurgia Nacional) e estudou várias línguas como o inglês, o francês, o alemão e o italiano.
Ficou conhecida essencialmente pelas suas traduções (as primeiras em português) de T. S. Eliot, tendo a sua obra poética ocupado um lugar discreto e estando praticamente esquecida.

## Livros de poesia publicados
- O vento e a sombra (1960);
- A primeira verdade nobre (1961);
- Equinócio (1962);
- Cicuta em Março (1964);
- O silêncio de Ámon (Ática, 1966);
- Oeste, terra dos mortos (Ática, 1999).

Reedição da Obra:
Em 2021, toda a sua obra foi reeditada em dois volumes: o primeiro, contendo a reunião dos seis livros que publicou em vida, e o segundo, um número muito substancial de inéditos, entre os quais uma peça de teatro completa.
Obra poética 1. Ed. Várias Vozes, Lisboa, 2021.
Obra poética 2. Ed. Várias Vozes, Lisboa, 2021.

## Outras publicações
- Tem colaboração dispersa em diversas revistas e jornais como ''Colóquio – Revista de Artes e Letras'', Oceanos, Rumo, ''Diário de Lisboa'', ''Jornal de Letras, Artes e Ideias,'', A Capital, e  ''Diário de Notícias''.

- Traduziu as seguintes obras de T. S. Eliot
- Quatro Quartetos (Ática, Lisboa, 1963) e
- A Terra sem Vida (Ática, Lisboa, s/d).

## Representação em antologias
Está representada em, pelo menos, duas antologias: 
- Líricas Portuguesas, 3ª série, 2ª edição (1984), organizada por Jorge de Sena;
- Antologia da Novíssima poesia portuguesa, 3ª edição (1971), organizada por Maria Alberta Menéres e E. M. de Melo e Castro.

## Outras actividades literárias
Foi um dos fundadores do P.E.N. Clube Português e membro da primeira Direcção da Associação Portuguesa de Escritores.